# Alain Menu
Alain Menu, född 9 augusti 1963 i Genève, är en schweizisk racerförare.

## Racingkarriär
Menu har vunnit British Touring Car Championship två gånger, men tävlar nu för Chevrolet i World Touring Car Championship. Han tog Chevrolets första pallplats i mästerskapet under den första tävlingshelgen på Autodromo Nazionale Monza 2006, när han kom trea i race två. Två tävlingshelger senare, i race två på Brands Hatch, tog han Chevrolets första seger.
Säsongen 2011 var Chevrolet helt överlägsna i World Touring Car Championship, efter att både BMW och SEAT dragit ned sina fabrikssatsningar. Av RML Groups tre förare slutade Menu längst bak, på tredje plats i förarmästerskapet. Under säsongen hade han tagit fyra pole position, satt två snabbaste varv och vunnit fem race.

## Externa länkar

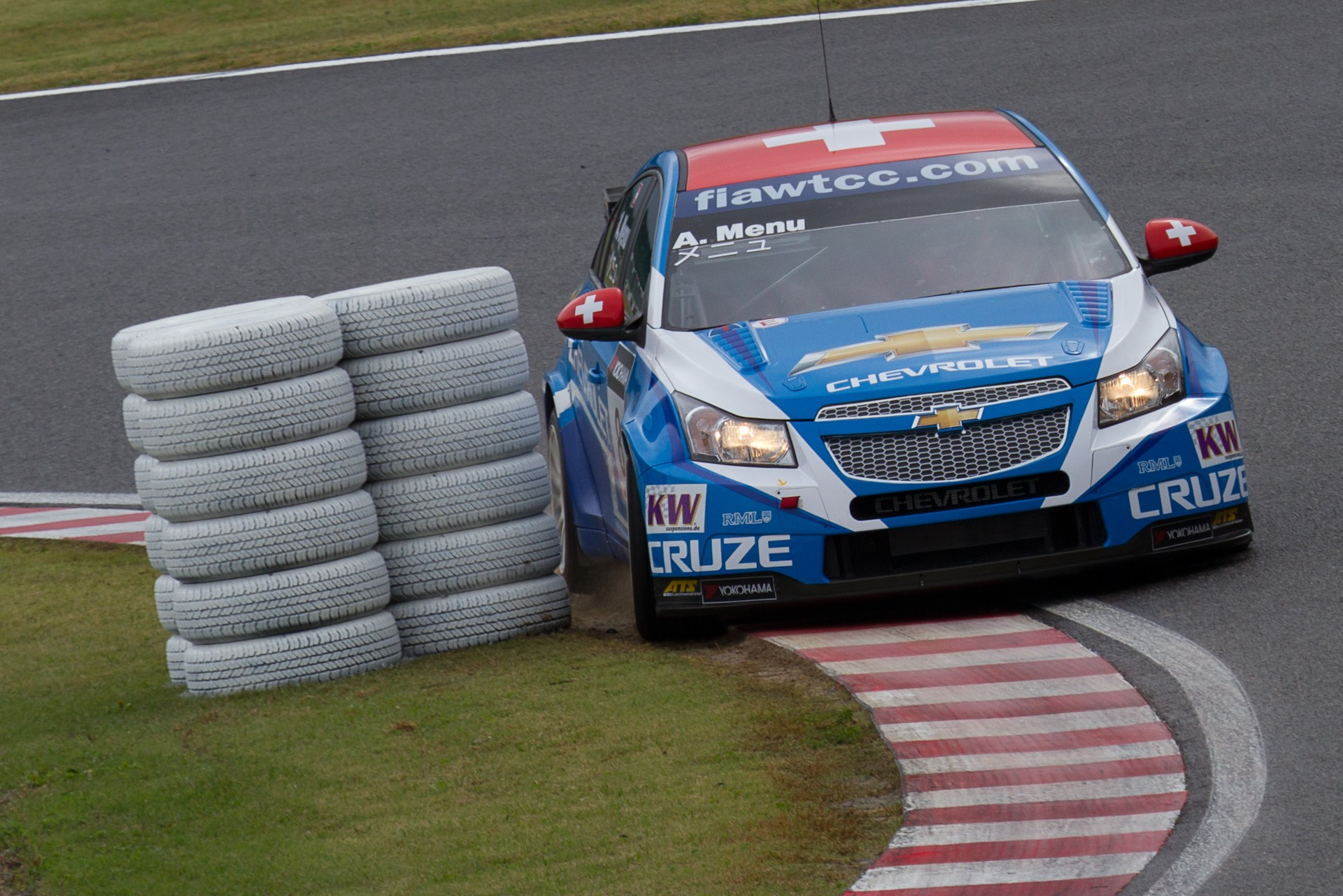
Alain Menu i FIA WTCC Race of Japan på Suzuka International Racing Course 2011.